# Костревниця
Костревниця (словен. Kostrevnica) — поселення в общині Загорє-об-Саві, Засавський регіон, Словенія. Висота над рівнем моря: 483,8 м.